# De Viron

Wapen van de familie de Viron

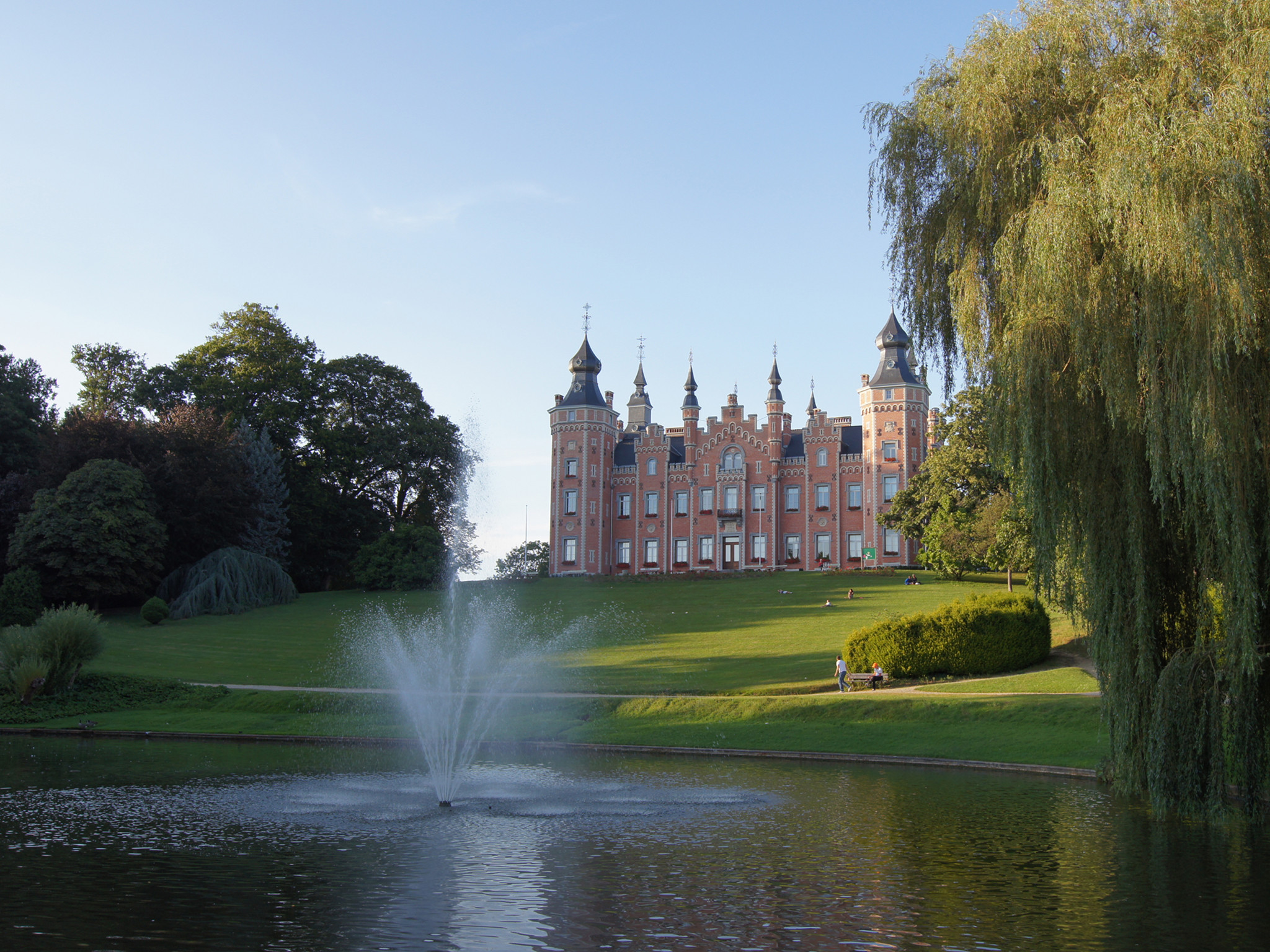
Het kasteel de Viron in Dilbeek

de Viron is een Belgische adellijke familie.

## Genealogie
- Paul Viron (1689-1730), x Barbe Parys
  - Jean-Charles de Viron (1722-1799), x Marie-Thérèse T'Sas (1738-1802)
    - Jean-Bernard de Viron (zie hierna)

  - Pierre-François de Viron (1724-1793), x Marie-Anne van Callenbergh (1737-1793)
    - Jean-Charles de Viron (zie hierna)

De familie de Viron behoorde tot de adel. Weliswaar zijn er geen duidelijke documenten die hun adellijke status onder het ancien régime bevestigen, zodat het waarschijnlijk om automatische verheffing ging naar aanleiding van benoeming in hoge administratieve functies.

## Jean-Bernard de Viron
- Jean-Bernard de Viron (Brussel, 19 maart 1764 - 27 december 1834) was een zoon van Jean-Charles de Viron, licentiaat in de rechten, raadsheer bij de Grote Raad van Mechelen en van Marie-Thérèse T'Sas. Onder het ancien régime was Jean-Bernard licentiaat in de rechten, advocaat en lid van de Rekenhof. In 1814 werd hij lid van de voorlopige algemene raad voor het bestuur van de Zuidelijke Nederlanden. In 1822 werd hij erkend in de erfelijke adel met de titel baron, overdraagbaar bij eerstgeboorte. Hij trouwde in 1787 in Antwerpen met Anne Calluy (1764-1811). Ze kregen twee dochters en een zoon.
  - Guillaume de Viron (1791-1857) werd lid van het Nationaal Congres en werd gouverneur van Brabant.
    - Théodore de Viron (1823-1882) trouwde met Jenny Baesen (1832-1901). In 1871 verkreeg hij de uitbreiding van zijn baronstitel tot al zijn afstammelingen. Het echtpaar kreeg twaalf kinderen, onder hen zes zoons die voor talrijke afstammelingen zorgden, tot heden.

## Jean-Charles de Viron
- Jean-Charles de Viron (Brussel, 18 juli 1760 - 17 april 1835) trouwde in 1795 met Marie-Thérèse van Winghen (1771-1844). Hij was griffier van het kapittel van Sint-Pieter in Anderlecht. In 1839 verkreeg zijn weduwe erkenning in de erfelijke adel voor haar en voor de tien kinderen uit haar huwelijk met de Viron. Drie van de zoons kregen in 1843 een pauselijke riddertitel. 
  - François de Viron (1807-1895) werd burgemeester van Asse en provincieraadslid van Brabant. Hij trouwde in 1833 met Marie-Angelique van Innis (1803-1881) en was de enige van de tien kinderen die kinderen kreeg. Het waren drie dochters. Deze familietak doofde uit in 1895.